# Klęski głodu w Galicji

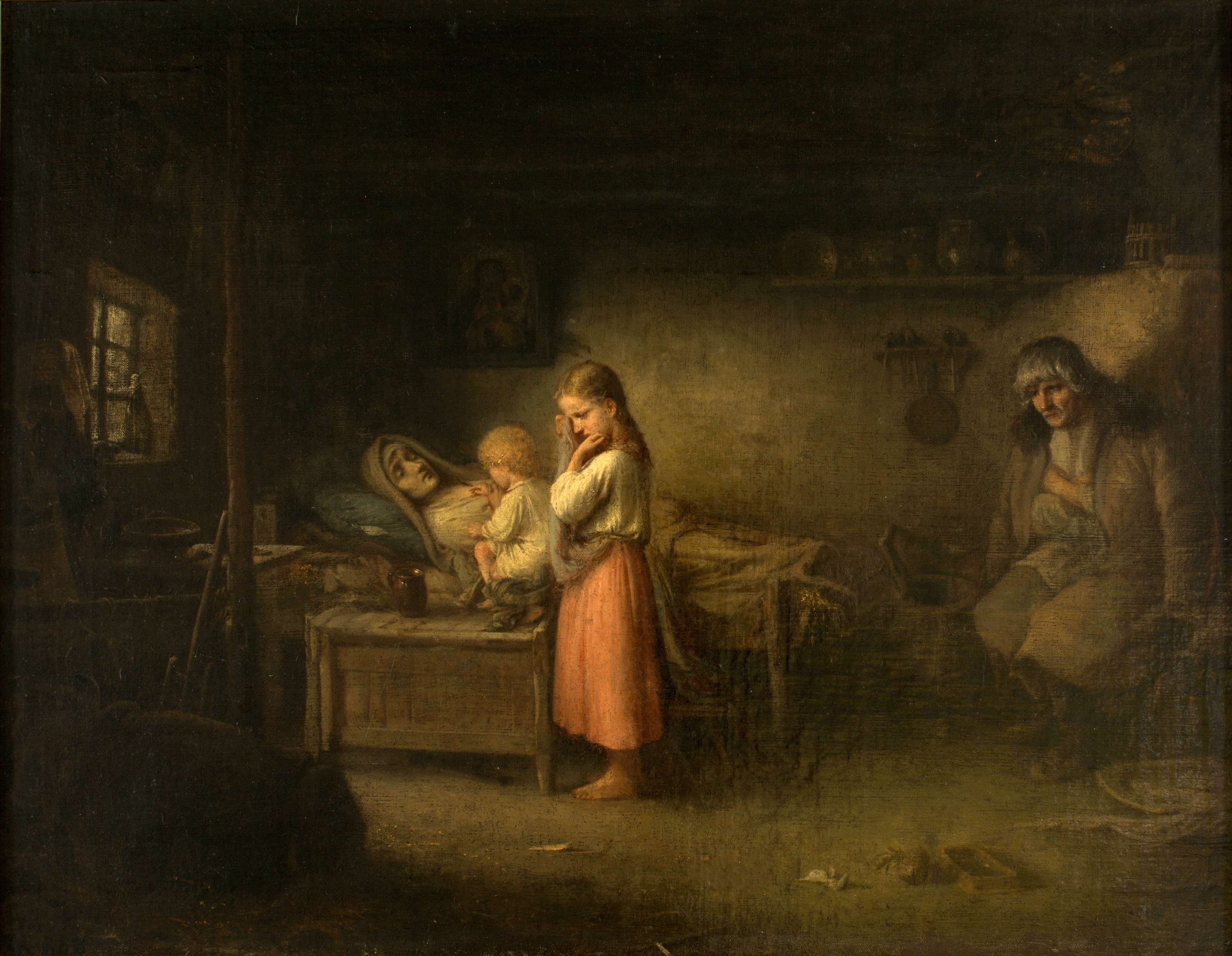
„Matula umarli” Obraz Aleksandra Kotsisa, 1868

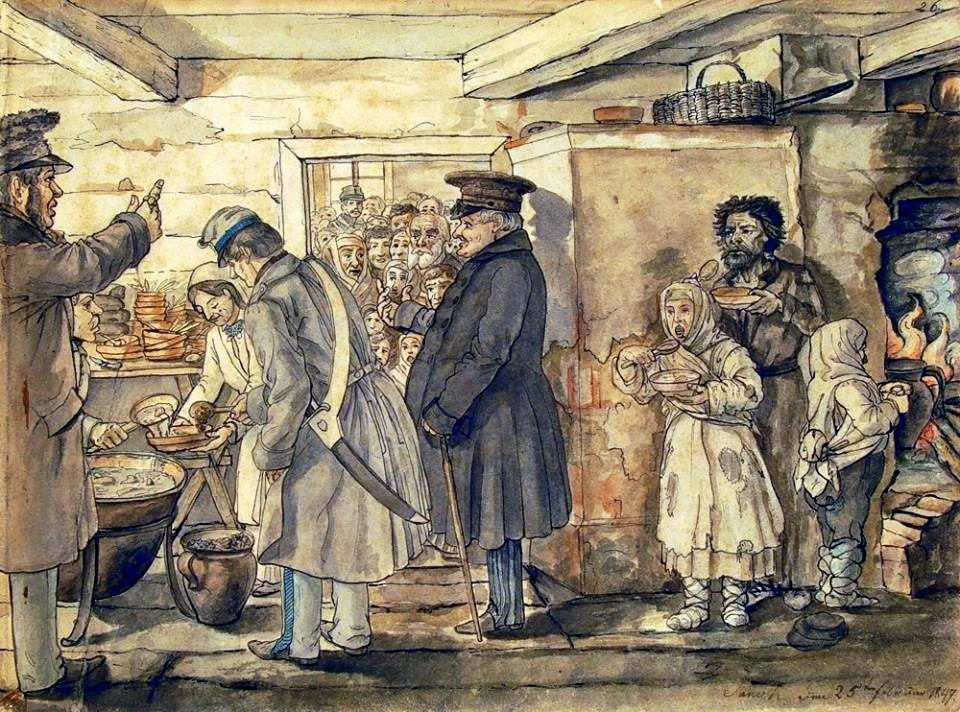
Obraz Jana Gniewosza: Rozdawanie posiłków najuboższym przez funkcjonariuszy cyrkułu w Sanoku, 24 października 1847

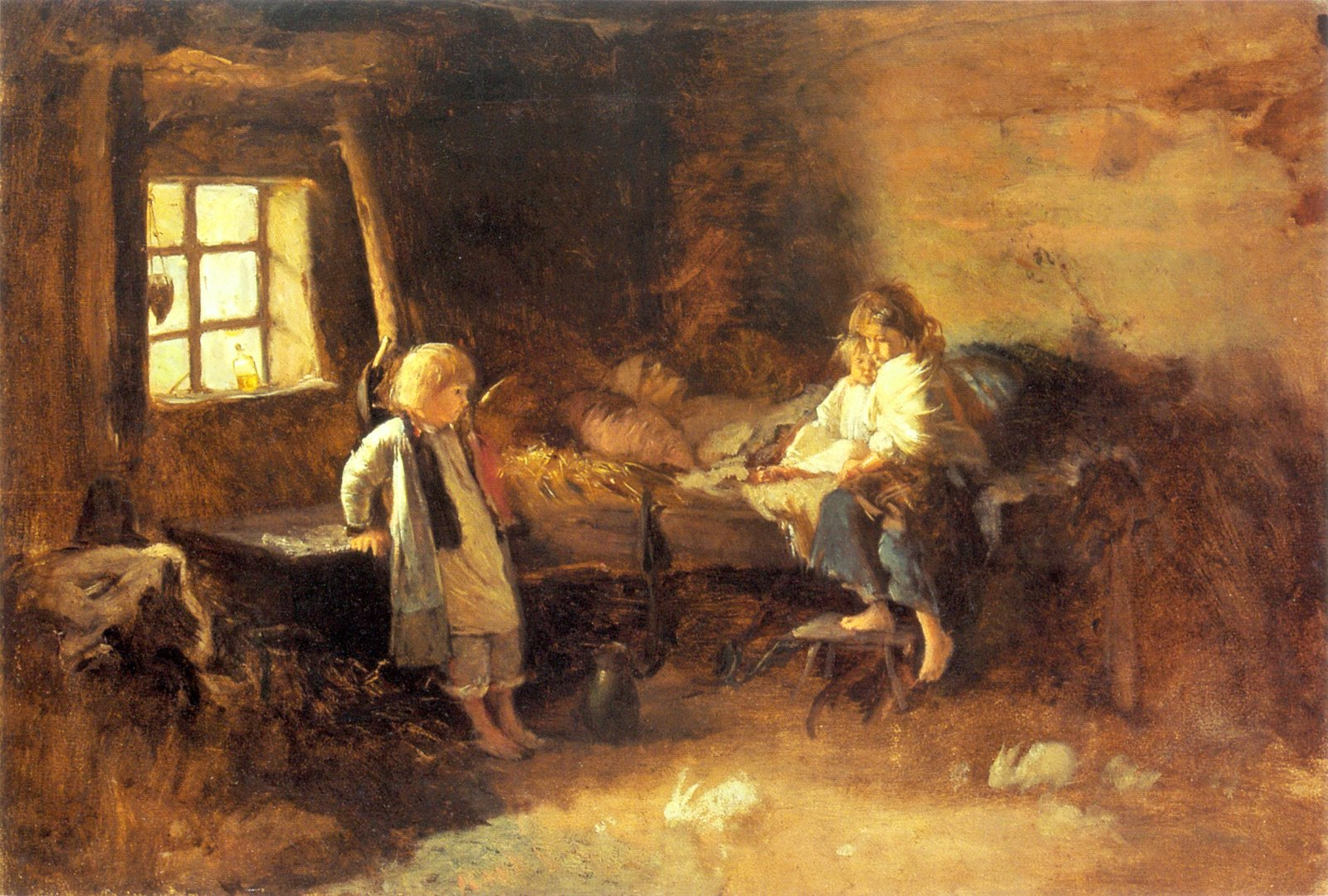
„Matula Pomarli” Obraz Aleksandra Kotsisa, 1868

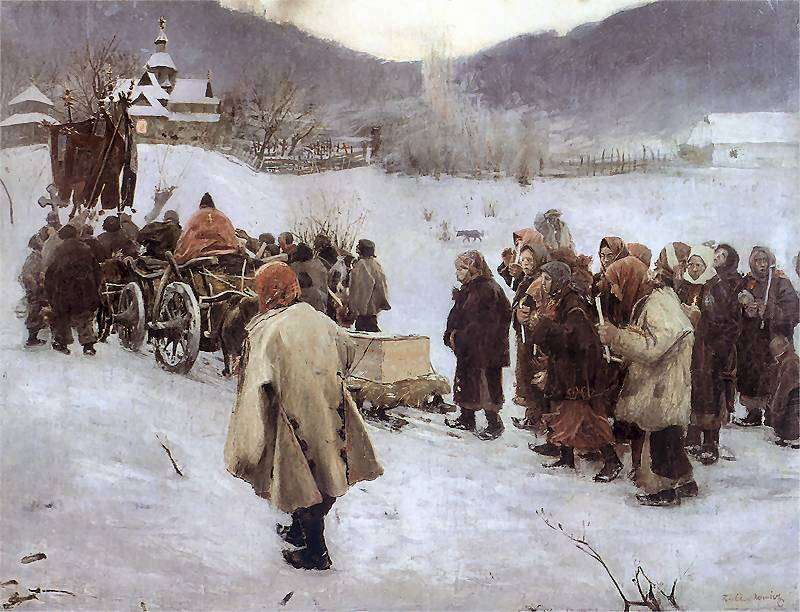
„Pogrzeb huculski” Obraz Teodora Axentowicza, 1882

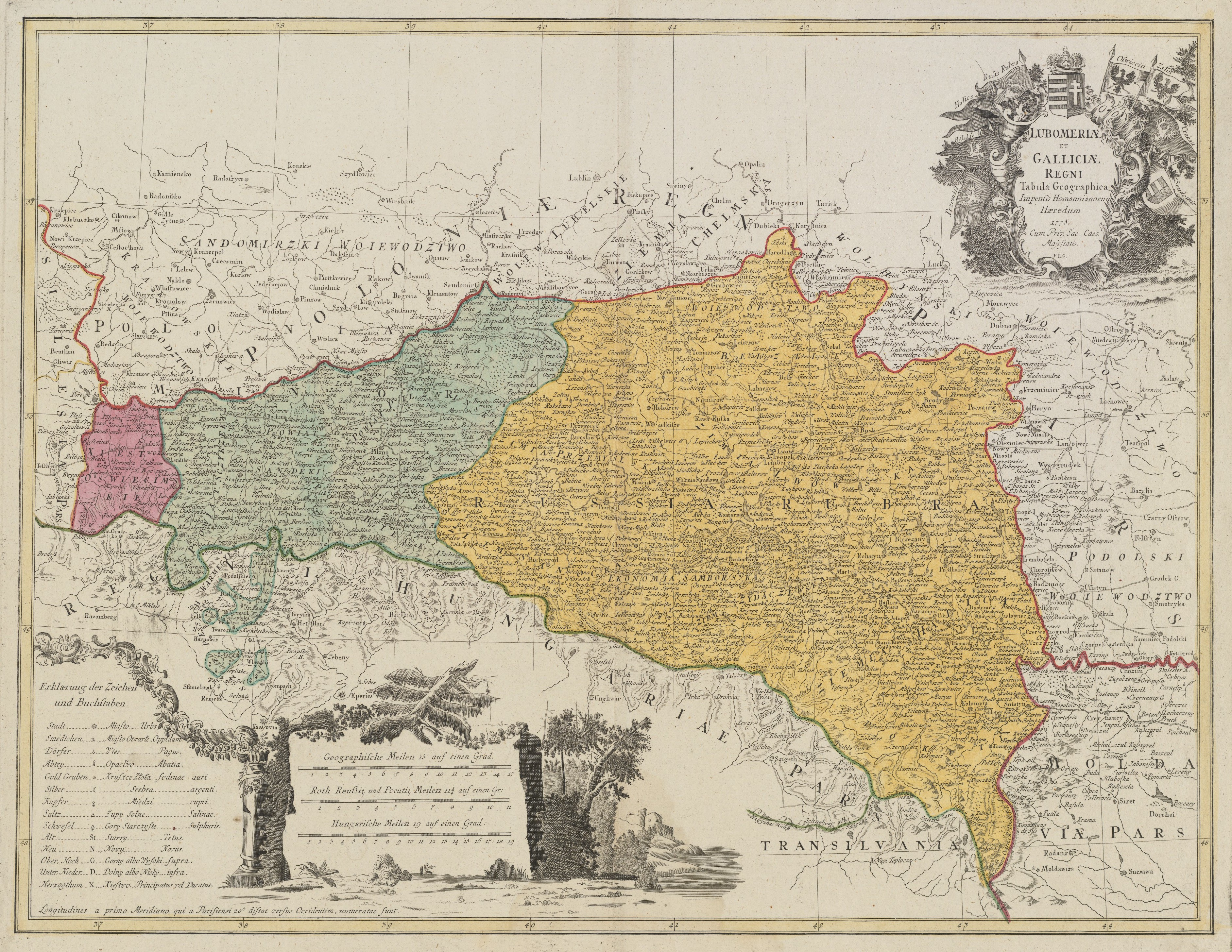
Mapa Królestwa Galicji i Lodomerii z 1775, na kolorowym tle zaznaczono:
----
żółty — Ruś Czerwona (Russia Rubra)
zielony — Małopolska (Polonia Minor)
czerwony — Księstwo oświęcimskie

Klęski głodu w Galicji – seria klęsk głodu i różnego typu silnych epidemii mających miejsce na terenie zaboru austriackiego w Królestwie Galicji i Lodomerii, prowincji lub kraju koronnego Cesarstwa Austriackiego (od 1867 roku cześć Przedlitawii Austro-Węgier), w latach 1847–1848, oraz w dużo mniejszym stopniu w innych okresach, głównie na terenach wiejskich. 
Powodowane głównie przez klęski żywiołowe (głównie powodzie) i epidemie wzmocnione przeludnieniem i problemem ze stanem higieny mieszkańców ówczesnej wsi. Doprowadziły do powszechnego ubóstwa, niedożywienia, emigracji i wybuchów kolejnych epidemii (tyfusu i cholery). Niektóre opinie zakładają 50 000 zgonów rocznie, lecz ze względu na brak prowadzonych wówczas dokumentacji medycznych, nie jest możliwe ocenienie prawdziwości tej liczby. 

## Przyczyny, czynniki przyczyniające i sytuacja życiowa w Galicji
Bezpośrednimi przyczynami klęsk głodu były złe warunki pogodowe i plagi (w szczególności zaraza ziemniaczana). Istniały jednak równie poważne czynniki historyczno-społeczne, które spowodowały, że głód w Galicji był bardziej prawdopodobny i miał poważniejsze konsekwencje niż w innych regionach Europy.
Galicja, po rozbiorach I Rzeczypospolitej znalazła się w składzie monarchii habsburskiej, później – Cesarstwa Austriackiego, a następnie Austro-Węgier, była przez cały jej okres krajem koronnym o najmniejszej liczbie produkcji oficjalnie rejestrowanej.
Była najgęściej zaludnionym obszarem w Europie. Według spisu powszechnego, mieszkało w niej około czterech milionów ludzi, co na ówczesne realia było liczbą znaczną. Nie istniało w tym okresie pojęcie edukacji seksualnej czy antykoncepcji innej niż wstrzemięźliwość seksualna. W rodzinach normą było posiadanie nawet dziesięciu dzieci. Kobiety niejednokrotnie rodziły raz na dwa lata. Przeludnienie w Galicji było tak dotkliwe, że bywa porównywane do sytuacji w Indiach i Chinach.
Wydajność rolnicza galicyjskich chłopów była jedną z najniższych w Europie, ze względu na stosowanie prymitywnych technik uprawnych, niewiele różniących się od tych stosowanych w średniowieczu. W Galicji występowała szachownica gruntów rolnych, długich i wąskich działek na równinach oraz krótkich i wąskich na terenach górzystych. Galicja, obejmująca tereny dzisiejszego województwa małopolskiego, podkarpackiego i zachodniej Ukrainy, leży po północnej stronie łuku Karpat. Ukształtowanie geologiczne sprawiło, że tamtejsze ziemie były nieurodzajne i przynosiły kilkukrotnie niższy poziom plonow niż na innych obszarach. Sytuacja pogorszyła się po zniesieniu pańszczyzny, kiedy to chłopi, w wyniku rozparcelowania pańskich włości, dostali własne skrawki ziemi.
Wydana w 1888 we Lwowie publikacja Stanisława Szczepanowskiego pt. Nędza Galicji w cyfrach i program energicznego rozwoju gospodarstwa krajowego informowała, iż rzekomo 50% dzieci umierało przed ukończeniem 5. roku życia. W 1900 jeden lekarz przypadał na 9 tysięcy mieszkańców, a w 100-tysięcznym powiecie Borszczów nie istniał ani jeden szpital. Rozwarstwiona była struktura użytkowania ziemi: ponad 40% areału znajdowało się w rękach 2,4 tys. wielkich posiadaczy, podczas gdy 80% chłopów posiadała gospodarstwa mniejsze od 4 ha.
Ani polscy właściciele ziemscy, ani austriacki rząd i dwór nie wykazywali większego zainteresowania reformami, takimi jak industrializacja, która zachwiałaby dotychczasowym systemem, w którym Galicja była dostawcą produktów rolnych dla reszty Cesarstwa i rynkiem zbytu dóbr przemysłowych, sytuacja korzystna zarówno dla rządu w Wiedniu, jak i właścicieli ziemskich. 
Niedożywienie galicyjskich rolników powodowało niższą wydajność produkcyjną. Brak pożywienia powodował zmniejszoną odporność organizmów na choroby, takie jak cholera, tyfus, ospa i kiła. Wielki głód w Galicji z lat 1846-1847, mający rzekomo powodować 50 000 zgonów rocznie, został opisany jako endemiczny. Galicyjski kryzys stał się przyczyną, dla której nazwę prowincji przekręcano na Golicja i Głodomeria. W odpowiedzi na biedę i brak reform wielu mieszkańców zdecydowało się na emigrację do innych części Austrii, Europy, a także za Ocean Atlantycki, głównie do Stanów Zjednoczonych.
Pod koniec pierwszej połowy XIX wieku klęski głodu dotknęły różne części Europy i świata. Do historii przeszła zwłaszcza tragedia Irlandii, gdzie w latach 1847-48 zmarło, z tego powodu i towarzyszących głodowi epidemii, miało rzekomo umrzeć milion osób. Tamte klęski dotyczyły również w ziemie polskie, znajdujące się pod władzą trzech państw zaborczych. Podobnie jak w Irlandii przyczyną była zaraza ziemniaka powodująca gnicie ziemniaków, stanowiących podstawę wyżywienia ludności. W samym Królestwie Polskim w szczytowym okresie kryzysu (1847) zbiory wniosły 45 procent przeciętnych zbiorów z lat 1843-45. Z tego powodu w zaborze rosyjskim miało zginąć według, niektórych opinii prawie pięć procent ludności. Na Śląsku w niektórych rejonach śmiertelność wynosić miała nawet 10 procent. Głodowy kataklizm najbardziej intensywny był jednak Galicji. Brytyjski historyk Norman Davies określił sytuację w Galicji jako bardziej ciężką niż w Irlandii.

## Chronologia klęsk w Galicji i opinie ilościowe

### Pierwsze przypadki
Pierwsze klęski głodu w Galicji miały miejsce w latach 1804–1806 i 1811–1813. Kolejny miał miejsce w 1832. Rok wcześniej (1831) w Galicji epidemia cholery miała doprowadzić do śmierci ponad 100 000 osób.

### „Wielki głód w Galicji” / „Wielki głód galicyjski” (1847–1848)
W 1844 zostały zniszczone znaczna część zbóż i plonów z powodu intensywnych ulew oraz wynikających z nich podtopień i powodzi. Zapoczątkowało to największą klęskę głodu w Galicji trwającą aż do 1848. W latach 1845–1846 plony ziemniaków zaatakowała zaraza ziemniaczana i doszło do większych powodzi. W latach 1846–1847 głód dodatkowo spotęgowały niepokoje społeczne związane z powstaniem krakowskim i rzezią galicyjską.
Poza ludnością wiejską głód dotykał także mieszkańców miast. Szacuje się, że tylko w 1847 głód i epidemie tyfusu oraz cholery dotknęły około 90% ludności Galicji i miały pochłonąć według, niektórych spekulacji 227 000 ofiar śmiertelnych. Z kolei w 1848 około 140 000 ofiar. W tym samym roku pojawiły się pierwsze doniesienia o kanibalizmie, choć odnotowywano je również w innych latach.
Wielki głód z lat czterdziestych XIX wiek zakończył się w 1848, choć jeszcze w następnym roku mógł pochłonąć co najmniej dodatkowe 40 000 ofiar. Ostateczny bilans ofiar śmiertelnych z tego okresu szacuję się na ponad 400 000 ludzi, choć nie ma to potwierdzenia w statystykach medycznych z tamtego okresu i stanowi wyłącznie spekulację z powodu braków rejestrów medycznych na wsi.

### Późniejsze przypadki
W 1850 nastąpił kolejny głód z powodu następnej zarazy ziemniaczanej.
Kolejne przypadki głodu odnotowuje się w następujących latach: 1853–1854, 1855, 1865–1866, 1871–1872, 1876, 1880 i 1889.
W 1913 głód dotknął wielu terenów Europy Wschodniej, w tym Galicję.